# Krašići, Tivat
Krašići este un sat din comuna Tivat, Muntenegru.
Conform datelor de la recensământul din 2003, localitatea are 151 de locuitori (la recensământul din 1991 erau 114 locuitori).

## Demografie
În satul Krašići locuiesc 129 de persoane adulte, iar vârsta medie a populației este de 47,7 de ani (45,8 la bărbați și 49,3 la femei). În localitate sunt 83 de gospodării, iar numărul mediu de membri în gospodărie este de 1,82.
Populația localității este foarte eterogenă.
|  |

| Demografie | Demografie | Demografie |
| An         | Locuitori  | Locuitori  |
| ---------- | ---------- | ---------- |
|            |            |            |
|            |            |            |
|            |            |            |
|            |            |            |
| 1948       | 94         |            |
| 1953       | 87         |            |
| 1961       | 94         |            |
| 1971       | 91         |            |
| 1981       | 87         |            |
| 1991       | 114        | 110        |
| 2003       | 167        | 151        |

| \| Componența etnică conform recensământului din 2003[2] \| Componența etnică conform recensământului din 2003[2] \| Componența etnică conform recensământului din 2003[2] \| Componența etnică conform recensământului din 2003[2] \| Componența etnică conform recensământului din 2003[2] \| \| ----------------------------------------------------- \| ----------------------------------------------------- \| ----------------------------------------------------- \| ----------------------------------------------------- \| ----------------------------------------------------- \| \| \| \| \| \| \| \| Muntenegreni \| Muntenegreni \| \| 41 \| 27,15% \| \| Sârbi \| Sârbi \| \| 37 \| 24,5% \| \| Croați \| Croați \| \| 31 \| 20,52% \| \| Sloveni \| Sloveni \| \| 1 \| 0,66% \| \| Iugoslavi \| Iugoslavi \| \| 1 \| 0,66% \| \| necunoscută \| necunoscută \| \| 8 \| 5,29% \| |              |  |    |        |
| Componența etnică conform recensământului din 2003 |              |  |    |        |
| |              |  |    |        |
| Muntenegreni | Muntenegreni |  | 41 | 27,15% |
| Sârbi | Sârbi        |  | 37 | 24,5%  |
| Croați | Croați       |  | 31 | 20,52% |
| Sloveni | Sloveni      |  | 1  | 0,66%  |
| Iugoslavi | Iugoslavi    |  | 1  | 0,66%  |
| necunoscută | necunoscută  |  | 8  | 5,29%  |